# الکساندر پاولوویچ (بازیکن فوتبال)
الکساندر پاولوویچ (سیریلیک صربی: Александар Павловић؛ زادهٔ ۳ مهٔ ۲۰۰۴) بازیکن فوتبال اهل آلمان است که در حال حاضر در پست هافبک دفاعی برای باشگاه فوتبال بایرن مونیخ و تیم ملی فوتبال آلمان بازی می‌کند. 

## عرصه باشگاهی

### عرصه نوجوانی
پاولوویچ در تیم آکادمی باشگاه بایرن مونیخ پرورش یافت. او در سال ۲۰۱۱ هنگامی که هفت سال سن داشت از تیم فورستنفلدبروک به بایرن مونیخ پیوست. در ماه مه سال ۲۰۲۲ برای اولین بار با تیم اصلی بایرن مونیخ تمرین کرد و سپس در چند بازی بوندسلیگا روی نیمکت نشست.

### عرصه حرفه‌ای
پاولوویچ در تابستان ۲۰۲۳ در مسابقات پیش‌فصل برای بایرن مونیخ به میدان رفت. او در ۲۸ اکتبر ۲۰۲۳ در جریان پیروزی ۸-۰ برابر دارمشتات از سری مسابقات بوندسلیگا برای اولین بار برای تیم اصلی به میدان رفت. در ۱ نوامبر ۲۰۲۳ قرارداد او تا سال ۲۰۲۷ تمدید شد. در ۴ نوامبر در جریان پیروزی ۴-۰ برابر بروسیا دورتموند، او پاس گل سوم را به هری کین داد. یک هفته بعد و در برد ۴-۲ برابر هایدنهایم برای اولین بار از ابتدای مسابقه به میدان رفت. در ۲۹ نوامبر و در تساوی بدون گل برابر کپنهاگن در دقیقه ۶۴ وارد میدان شد تا برای اولین بار در لیگ قهرمانان اروپا به میدان برود. در ۲۷ ژانویه ۲۰۲۴ او اولین گلش برای بایرن مونیخ را در جریان برد ۳-۲ برابر آگزبورگ به ثمر رساند. قرارداد وی سپس تا سال ۲۰۲۹ تمدید شد.

## عرصه ملی
الکساندر از والدین صربیایی در آلمان متولد شده است و تابعیت دوگانه دارد.
در ۱۴ مارس ۲۰۲۴ توسط یولیان ناگلزمان برای بازی دوستانه مقابل فرانسه و هلند به تیم ملی فوتبال آلمان دعوت شد. با این حال به علت ابتلا به ورم لوزه هر دو بازی را از دست داد.
او برای مسابقات یورو ۲۰۲۴ مجددا به تیم دعوت شد و در بازی دوستانه برابر اوکراین به میدان رفت. نام او در لیست ۲۶ نفره نهایی تیم قرار گرفت اما به علت بیماری مجبور به کناره‌گیری شد. در ۷ سپتامبر ۲۰۲۴ در جریان برد ۵-۰ برابر مجارستان از سری مسابقات لیگ ملت‌های اروپا، اولین گلش برای تیم ملی فوتبال آلمان را به ثمر رساند.